# Flughafen Maribor

i8
i11
i13
Der Flughafen Maribor (slowenisch Letališče Maribor, IATA-Code: MBX, ICAO-Code: LJMB) ist ein regionaler Flughafen in Slowenien und nach dem Flughafen Ljubljana der zweitgrößte des Landes. Er liegt zehn Kilometer südlich des Stadtzentrum von Maribor auf dem Gemeindegebiet der Gemeinde Hoče-Slivnica.
Im Juni 1976 wurde der Flughafen eröffnet und die Fluggesellschaft Inex-Adria Airways konnte auch auf viele Kunden aus Österreich zählen, weil sie weit günstigere Flüge als die Austrian Airlines in das europäische Ausland anbot.
Danach flog lediglich die österreichische Fluglinie Styrian Spirit Maribor im Linienverkehr an. Bis zur Anmeldung der Insolvenz am 24. März 2006 wurde ein Flug über Salzburg nach Paris angeboten. 
Zwischen dem 5. Juni 2007 und dem Ende der Winterflugplanperiode 2007/08 wurde durch Ryanair eine Linienverbindung nach London-Stansted angeboten, die dreimal wöchentlich bedient wurde.
Diese Verbindung wurde von Adria Airways am 1. Juni 2015 als Saisonverbindung (bis zum 30. September 2015) wieder aufgenommen. Allerdings wurde nun der Flughafen London-Southend angeflogen.
Ferner bestanden saisonale Flugverbindungen mit Air Malta nach Valletta, mit Aegean Airlines nach Kos und Rhodos sowie einige weitere Charterflugverbindungen.
Daneben wird der Flughafen weiterhin durch Flugschulen, für Privatflugzeuge und für Frachtverkehr genutzt.